# Condado de Manitowoc
O Condado de Manitowoc é um dos 72 condados do estado estadunidense do Wisconsin. A sede do condado e sua maior cidade é Manitowoc. O condado possui uma área de 589,31 milha quadradas (1 526,3 km2) de terra, uma população de 81 359 habitantes, e uma densidade populacional de 138,3 hab/milla² (53,4 hab/km²) segundo o Censo dos Estados Unidos de 2020. O condado foi fundado em 1836.